# Marie Russak

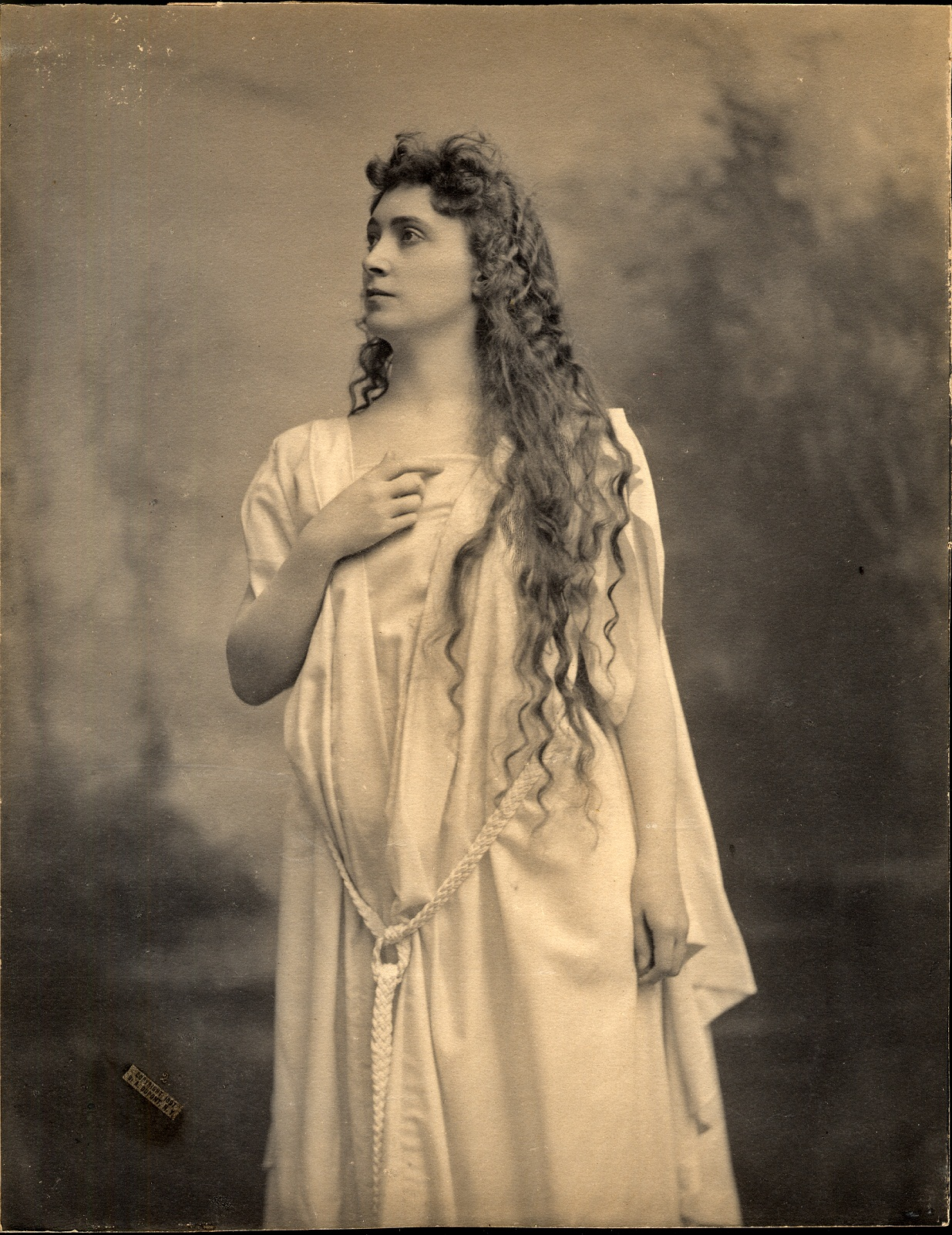
Marie Russak

Marie Russak (gebürtig Marie Elaine Barnard; * 7. Oktober 1865 in Four Corners, Butte County, Kalifornien; † 4. März 1945 in Hollywood, Los Angeles) war die Tochter von Sarah Ann McIntosh und Allyn Barnard. Neben ihren beruflichen Tätigkeiten als Sängerin und Architektin war sie eine aktive Theosophin und Rosenkreuzerin.

## Leben
Sie studierte Musik am Mills College in Oakland, unterrichtete später Musik in San Francisco und trat als Sängerin in einigen europäischen Städten auf. Auf der Bühne nannte sie sich Marie Barna und sang zusammen mit der Militärkapelle von John Philip Sousa und später auch der Boston Symphony. Bereits 1898 begann sich Marie sehr für die Theosophische Gesellschaft zu interessieren und wurde Mitglied in der Theosophischen Gesellschaft Adyar (Adyar-TG). 1899 heiratete sie den Opernschreiber Frank Russak und zog mit ihm 1901 nach Paris.
Von 1906 bis 1910 lebte sie in Adyar, Indien, wo sie ihre esoterischen Studien vertiefen konnte. Sie entwickelte sich im Laufe der Jahre zu einem der wichtigsten internationalen Sprecher der Gesellschaft. In dieser Zeit beteiligte sie sich auch aktiv in der Co-Freimaurerei Le Droit Humain und gehörte 1912 zusammen mit Annie Besant zu den Mitbegründern des Order of the Temple of the Rosy Cross (OTRC). Gegen Ende des Ersten Weltkrieges wurde dieser Orden jedoch wieder aufgelöst. Russak setzte trotz allem ihre Arbeit in der Theosophischen Gesellschaft fort und wurde in Kalifornien von Harvey Spencer Lewis angeschrieben, der bereits um 1915 seinen eigenen Rosenkreuzerorden AMORC gegründet hat. 
Nach dem Tod ihres Ehemanns Frank Russak im Jahr 1914, heiratete sie 1916 Harry Hotchener und nannte sich fortan Mary Russak Hotchener. Sie wurde zudem auch als Architektin tätig, was für ihre Zeit sehr ungewöhnlich war. Zu ihren Gebäuden zählt unter anderem das Moorcrest (1921) in der Krotona Colony der Theosophischen Gesellschaft, das bis 1925 an Charlie Chaplin vermietet und später an die Familie Langhanke verkauft wurde. Ihre Tochter Lucille wurde später durch den Künstlernamen Mary Astor berühmt.
Mary Russak Hotchener starb am 4. März 1945 und wurde auf einem Friedhof des Independent Order of Odd Fellows in Chico beerdigt.